# Rohožka

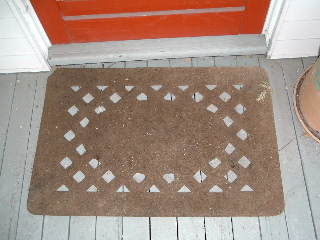
Rohožka

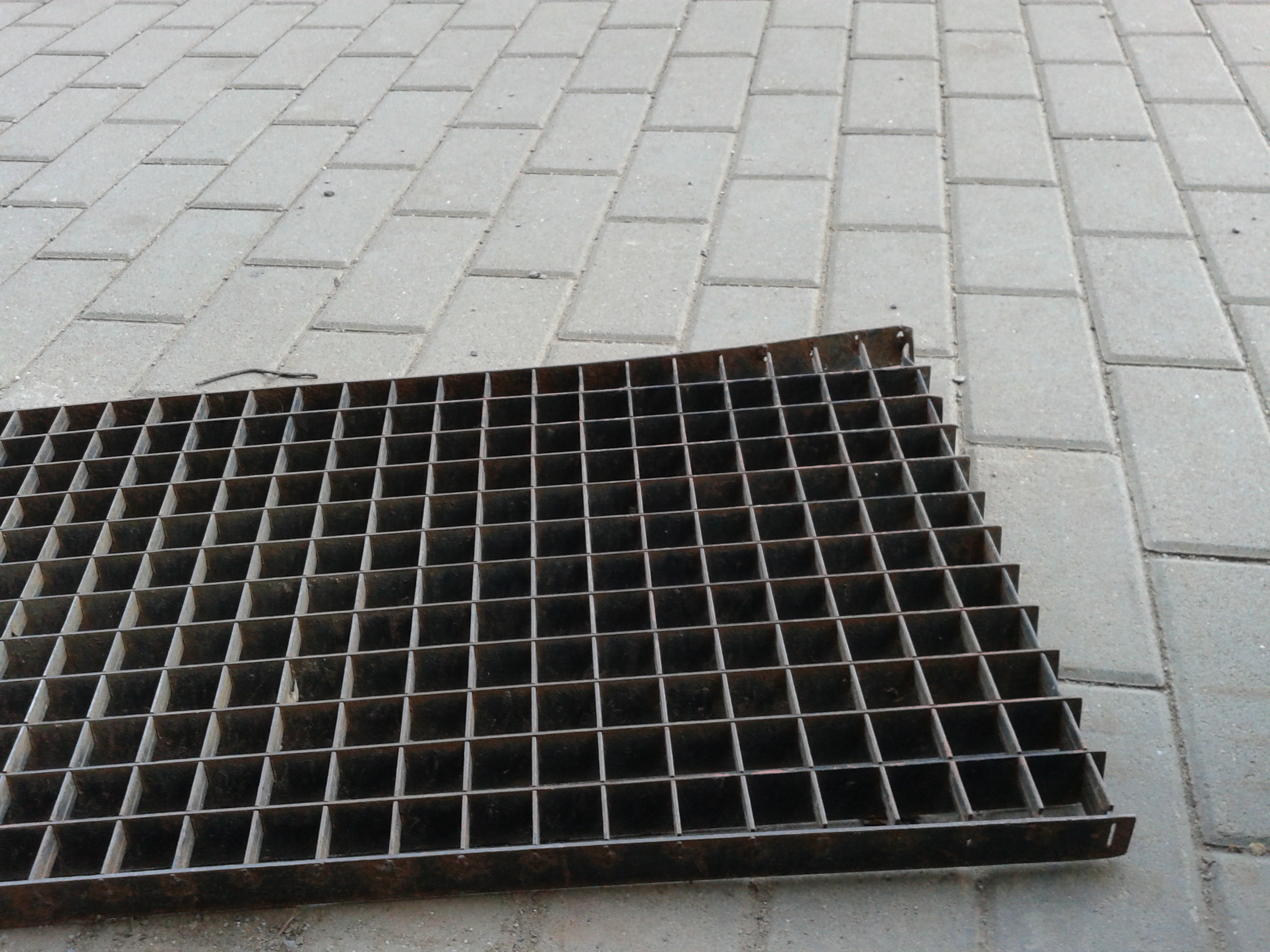
Venkovní kovová rohož

Rohožka je předmět rostlinného nebo syntetického původu používaný k otírání bot či kopyt. Primární použití rohožky je ve vstupu do lidských příbytků, kde slouží k otírání mokrých špinavých bot či k vydrhnutí hrubších nečistot. S rohožkami se setkáváme též ve vozidlech, kde mají funkci zachycení hrubších nečistot typu hlíny. Rohožky jsou hrubé povahy, tak aby mohly dobře sedřít hmotu z bot. V zemědělství se používají rohože při vstupech do stájí nebo se uvnitř montují na stěny, aby se o ně mohly drbat zvířata (což je jim příjemné).